# Santa Rita do Tocantins
Santa Rita do Tocantins là một đô thị thuộc bang Tocantins, Brasil. Đô thị này có diện tích 3274,93 km², dân số năm 2007 là 2260 người, mật độ 0,69 người/km².